# Erich Moewes
Karl Gustav Erich Moewes (* 2. Oktober 1875 in Berlin; † 21. Januar 1951 in Hildesheim) war ein deutscher Verwaltungsjurist.

## Leben
Moewes studierte Rechtswissenschaften unter anderem an der Universität Heidelberg, wo er Mitglied des Corps Saxo-Borussia war. Er legte 1899 die erste Staatsprüfung ab und trat in den Vorbereitungsdienst für die juristische Staatslaufbahn ein. Nach zwei Jahren als Gerichtsreferendar wechselte er zur Bezirksregierung in Frankfurt/Oder. Nach dem Assessorexamen (1904) wurde er dem Landrat des Kreises Solingen, dann der Bezirksregierung in Stade zugewiesen. Am 7. Oktober 1911 wurde er zum Landrat des Kreises Jork ernannt. Nach dem Tod des Landrats Hans von Ditfurth wurde er im April 1917 mit der kommissarischen Verwaltung des Kreises Grafschaft Schaumburg beauftragt und blieb auch nach dem Ersten Weltkrieg im Amt. 1919/20 war er Mitglied des Kommunallandtags in Kassel.
Als Mitglied der DNVP geriet Moewes häufig in Konflikt mit der linken Kreistagsmehrheit. Mit den zwölf Stimmen der SPD forderte der Kreistag 1921 seine Abberufung, weil er in Ausübung seines Amtes nicht die nötige Unparteilichkeit wahre. Erst 1927 wurde der Regierungspräsident in Kassel durch das preußische Innenministerium um eine Überprüfung ersucht. Obwohl ihm ein Mangel an Geschicklichkeit, Tatkraft und Initiative bescheinigt wurde, blieb er im Amt. Pläne zu seiner Versetzung wurden fallengelassen, als Moewes 1929 aus Opposition gegen die Politik Hugenbergs aus der DNVP austrat und zur DVP wechselte. Auch die Nationalsozialisten konnten sich mit dem konservativen Landrat nicht recht arrangieren und versetzten ihn im Mai 1934 in den einstweiligen Ruhestand. Wenig später wurde er der Bezirksregierung in Hildesheim überwiesen, wo er zuletzt Oberregierungsrat war.